# Etienne Tuyizere
Etienne Tuyizere, né le 12 août 2003, est un coureur cycliste rwandais.
Il est notamment champion d'Afrique sur route juniors en 2021.
En 2023, il est médaillé de bronze du championnat d'Afrique de contre-la-montre par équipes et médaillé d'argent du championnat d'Afrique de contre-la-montre par équipes mixtes.

## Palmarès
- 2021
  -  Champion d'Afrique sur route juniors
  -  Médaillé d'argent du championnat d'Afrique du contre-la-montre juniors
  -  Médaillé d'argent du championnat d'Afrique du contre-la-montre par équipes juniors
- 2023
  -  Médaillé d'argent du championnat d'Afrique du contre-la-montre par équipes mixtes
  - 2e du championnat du Rwanda du contre-la-montre
  -  Médaillé de bronze du championnat d'Afrique du contre-la-montre par équipes
  - 3e de la Kivu Belt Race
  - 3e du Tour du Cameroun
- 2024
  -  Champion d'Afrique du contre-la-montre par équipes mixtes
  - 2e du championnat du Rwanda du contre-la-montre
  - 3e du championnat du Rwanda sur route